# Edifício e Galeria Olido
O Edifício e Galeria Olido é um espaço de manifestação artística de várias vertentes da arte, como: dança, teatro, cinema e artes visuais. Localizada na Avenida São João, número 473, no centro de São Paulo. O centro de cultura inaugurado em 2004, depois da restauração do antigo Cine Olido, luxuoso cinema paulistano que fechou no início do século XXI.

## História

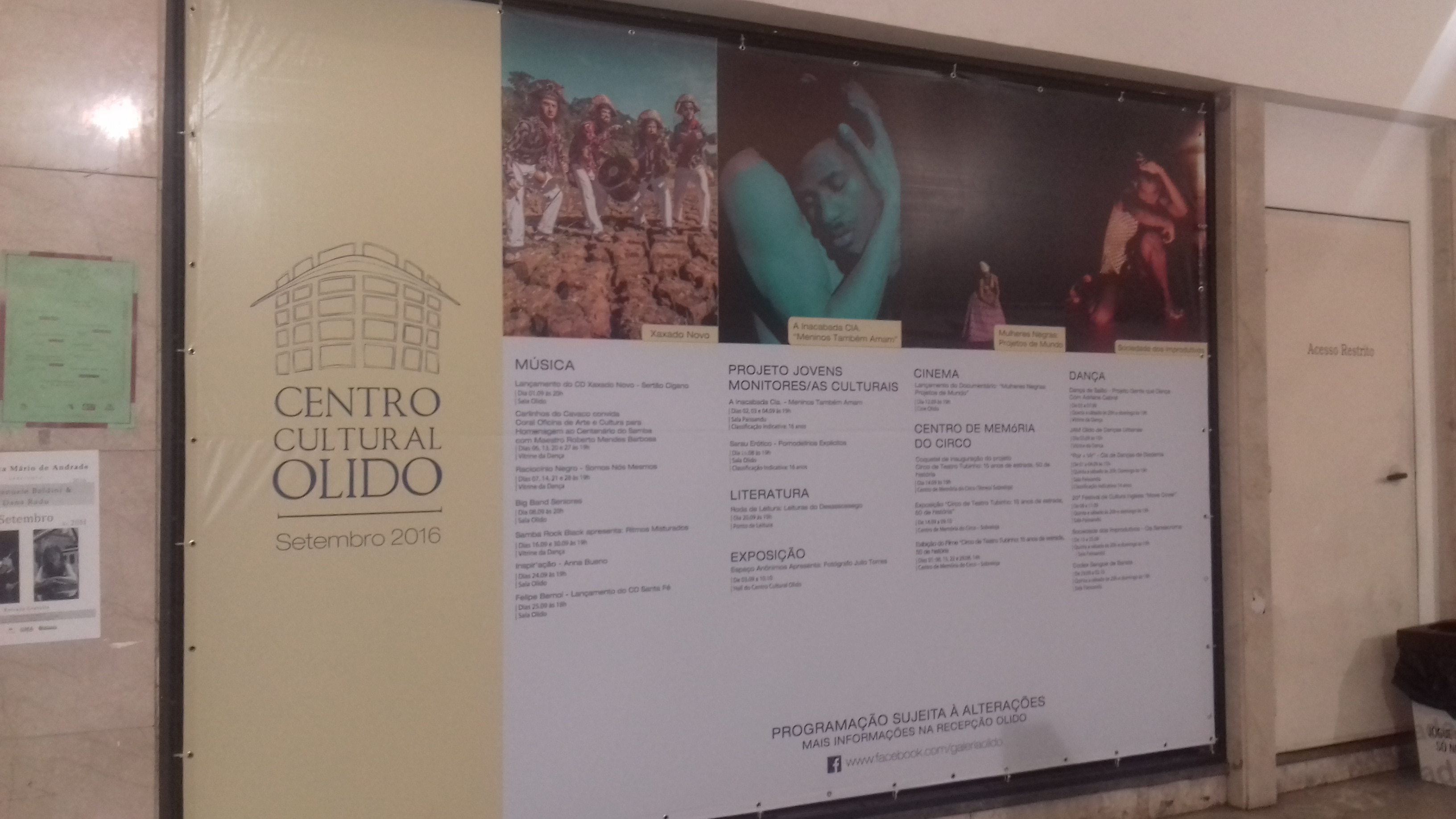
Programação do centro cultural

Em 1906 o imigrante espanhol Domingos Fernando Alonso desembarcou no Brasil, e nesse país o jovem construiu um império, com empreendimentos em muitas áreas, dentre elas o cinema. O empresário tinha mais de uma dezena de salas de cinema, na época da construção do Cine Olido, onde antes existia o Cine Avenida. Depois da demolição do antigo cinema, foi construído um prédio, com o mesmo nome do dono, Domingos Fernando Alonso. No piso térreo do edifício, a Galeria e o Cine Olido foram construídos, sendo este o primeiro cinema localizado dentro de uma galeria. O nome Olido foi escolhido através de uma fusão entre o nome Domingos e o nome da sua esposa, Olivia, daí surgiu o singular nome Olido.

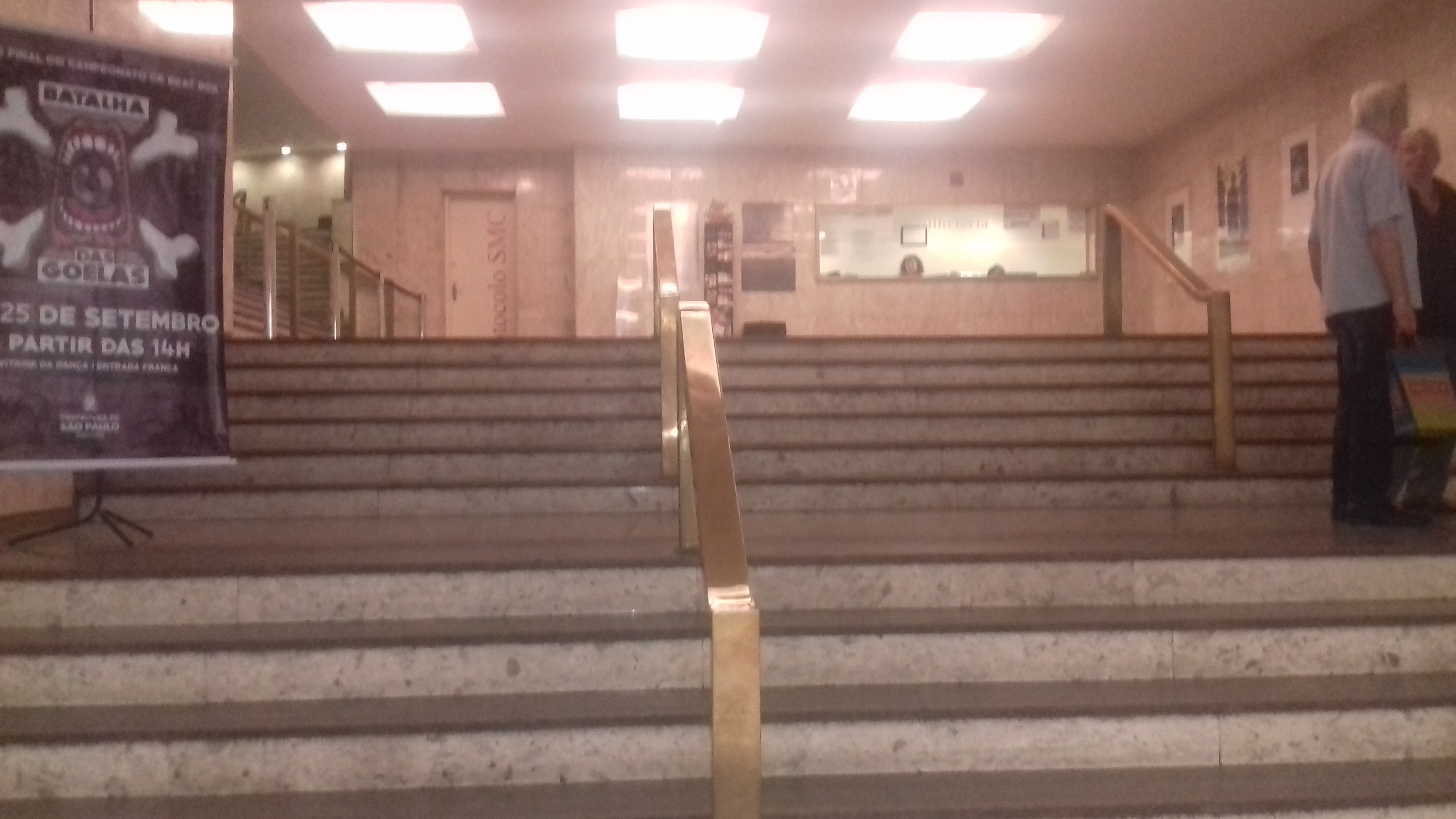
Escadaria de acesso ao Cine Olido

### Antigo Cine Olido
Cinelândia era como a região do centro de São Paulo era conhecida, por causa das célebres salas de cinema que existiam no local, dentre elas: Broadway, Ritz e Paissandu. Aproveitando a fama local o Cine Olido foi inaugurado na Avenida São João, número 473; no dia 13 de dezembro de 1957. O filme “Tarde demais para esquecer”, com Cary Grant e Débora Kerr, foi a primeira exibição do cinema, a inauguração também contou com uma orquestra sinfônica que apresentou a música principal do longa.
O Cine Olido estreou com inúmeras novidades, em comparação à concorrência. Além de ter sido o primeiro cinema de São Paulo instalado dentro de uma galeria comercial, o que o transformou em um antecessor do conceito que se tornaria forte em todo o Brasil, cinemas em shoppings centers. O pioneirismo também ficou por conta da venda dos ingressos antecipados, com o intuito de evitar filas; e as 800 poltronas numeradas, que proporcionavam a possibilidade dos telespectadores escolherem os seus lugares.
O espaço do cinema era muito sofisticado, com um grande salão de entrada revestido de mármore, espelhos de cristal e uma orquestra com piano que se apresentava antes das exibições.
O edifício passou por uma demolição tendo sido reconstruído com maiores dimensões em 1970, edifício presente até hoje.
Na década de 80, as grandes instituições financeiras mudaram para outras áreas da Cidade de São Paulo e começou a surgir os shoppings center com amplos estacionamentos, pois o automóvel era cada vez mais utilizado pela população. Devido a essa junção de fatores o centro da cidade entrou em declínio, e as salas de cinema, que outrora foram um local da elite, passaram a ser esquecidas pelo público. A empresa que administrava o Cine Olido nessa época de transformação econômica, dividiu a sala que antes tinha 800 lugares, em três salas menores. Mas, o espaço continuou definhando até fechar, em 1996 foi a última exibição cinematográfica do local, o filme Planeta dos Macacos tinha apenas seis telespectadores.

### A obra
A Galeria Olido voltou a ser um pólo de cultura, após uma obra de revitalização realizada pelo Governo da Marta Suplicy. O projeto arquitetônico de Silvya Moreira transformou os 9 mil metros quadrados, a obra teve iniciou em setembro de 2003 e foi concluída em setembro de 2004.
O que antes eram três salas cinematográficas, como o cine 1,2,3, resultado da divisão feita na década de 80. Após a reforma passou a ser a Sala Olido, o Cine Olido e a Sala Paissandu. O prédio com 23 andares também foi revitalizado e passou a integrar três secretarias de cultura no local.

## Arquitetura

### Sala Olido
A Sala Olido tem 293 lugares e é um espaço multiuso, conta com um palco de 231 metros quadrados.

### Cine Olido
O espaço possui piso emborrachado e isolamento acústico, para que todas as salas possam receber atividades culturais ao mesmo tempo. Os ingressos são vendidos a preços populares ou, ocasionalmente, gratuitos. Além disso, a platéia de 236 lugares do Cine Olido só assiste filmes nacionais, pois o espaço tem o intuito de prestigiar a produção artística brasileira.

### Centro de Dança Umberto da Silva
É um complexo de salas destinadas à dança

#### Sala Paissandu
Exclusivamente destinada a apresentações de dança, localizada no segundo andar da Galeria Olido, possui 139 lugares e um palco com 121 metros quadrados. O conjunto também abrange quatro salas de ensaio, sendo duas delas com um palco do mesmo tamanho da Sala Paissandu, o que facilita os ensaios.

#### Vitrine da dança

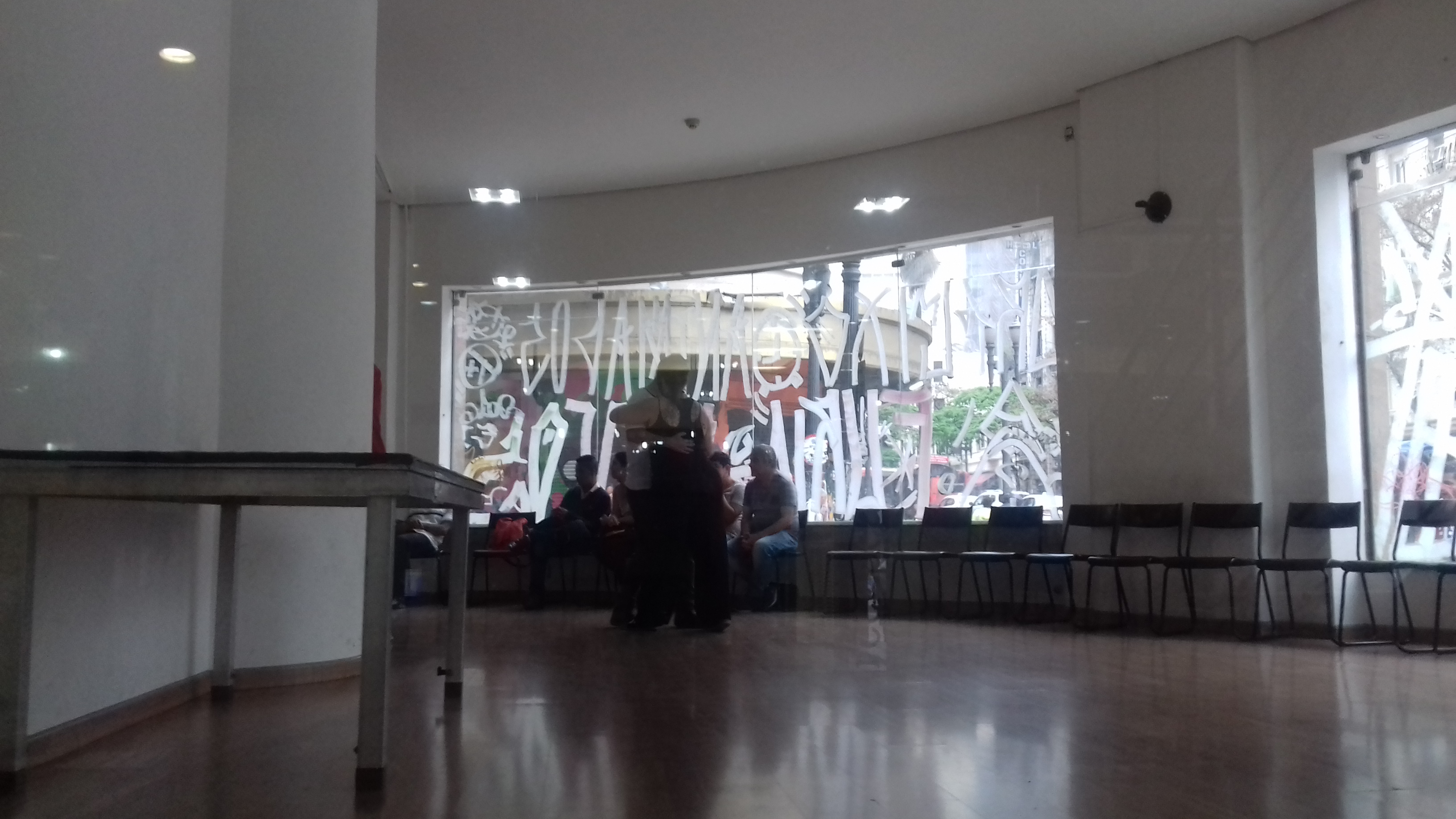
Salão da Vitrine da Dança

O espaço é todo envidraçado, o que permite que as pessoas que passam pela rua possam visualizar as aulas de dança que estão sendo realizadas no local. A dança de salão é o ritmo que embala os alunos.

### Sala Mário Pedrosa
Destinada a exposições de artes visuais, recebendo amostras de diversos formatos como: fotografia, pintura, vídeo dentre outros. O nome é uma homenagem ao jornalista e crítico de arte Mário Pedrosa.

### Centro de Memória do Circo
O Centro de Memória do Circo é um centro de memória que contém o acervo e diversas histórias das tradições circense no Brasil. Localizado dentro do centro cultural Galeria Olido, a ideia da criação foi com base na doação do acervo do Circo Garcia, que digressou pelo Brasil entre 1928 a 2003, do Circo Nerino , que digressou pelo Brasil entre 1913 a 1964, e da coleção de Verônica Tamaoki, graduada em artes circenses em 1982 pela Academia Piolin de Artes Circenses e fundadora/coordenadora do Centro de Memória do Circo. O espaço é mantido pela prefeitura e é vinculado com o Departamento do Patrimônio Histórico, da Secretaria de Cultura da Prefeitura Municipal de São Paulo
O espaço é dividido em dois e recebe atividades como pesquisa, exposições e acervo da temática circense.

### Central de informação turística
Localizada na entrada da Galeria Olido, o posto traz informações dos roteiros culturais da Cidade de São Paulo.

### Fab Lab Olido
Localizado no térreo da galeria, o espaço é uma das unidades do Fab Lab Livre SP, uma rede de laboratórios públicos - espaços de criatividade, aprendizado e inovação acessíveis a todos interessados em desenvolver e construir projetos. Através de processos colaborativos de criação, compartilhamento do conhecimento, e do uso de ferramentas de fabricação digital, o Fab Lab Livre SP traz à população de São Paulo a possibilidade de aprender, projetar e  produzir diversos tipos de objetos, e em diferentes escalas.

### Galeria

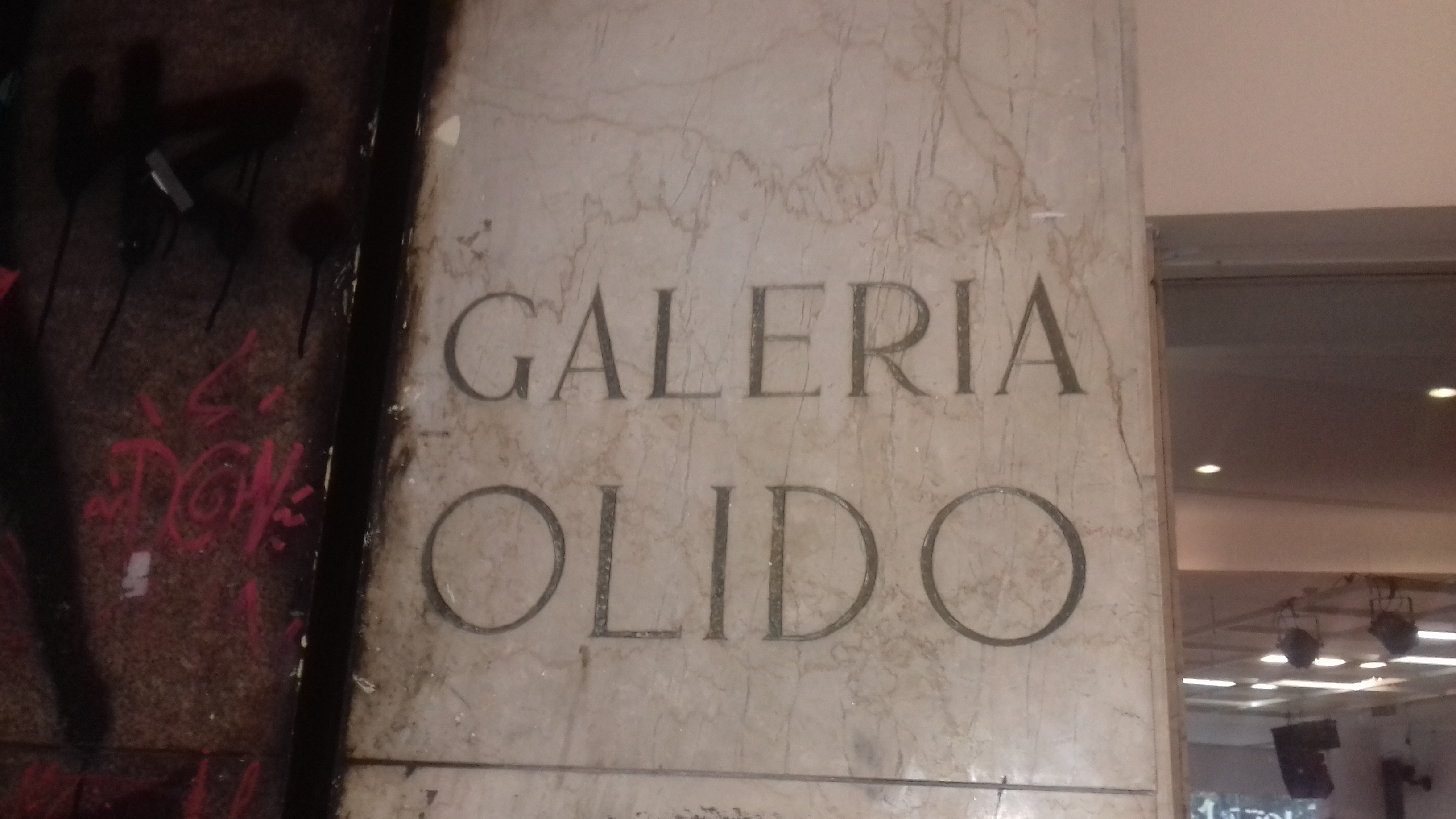
Gravura em mármore na parede de entrada da Galeria Olido.
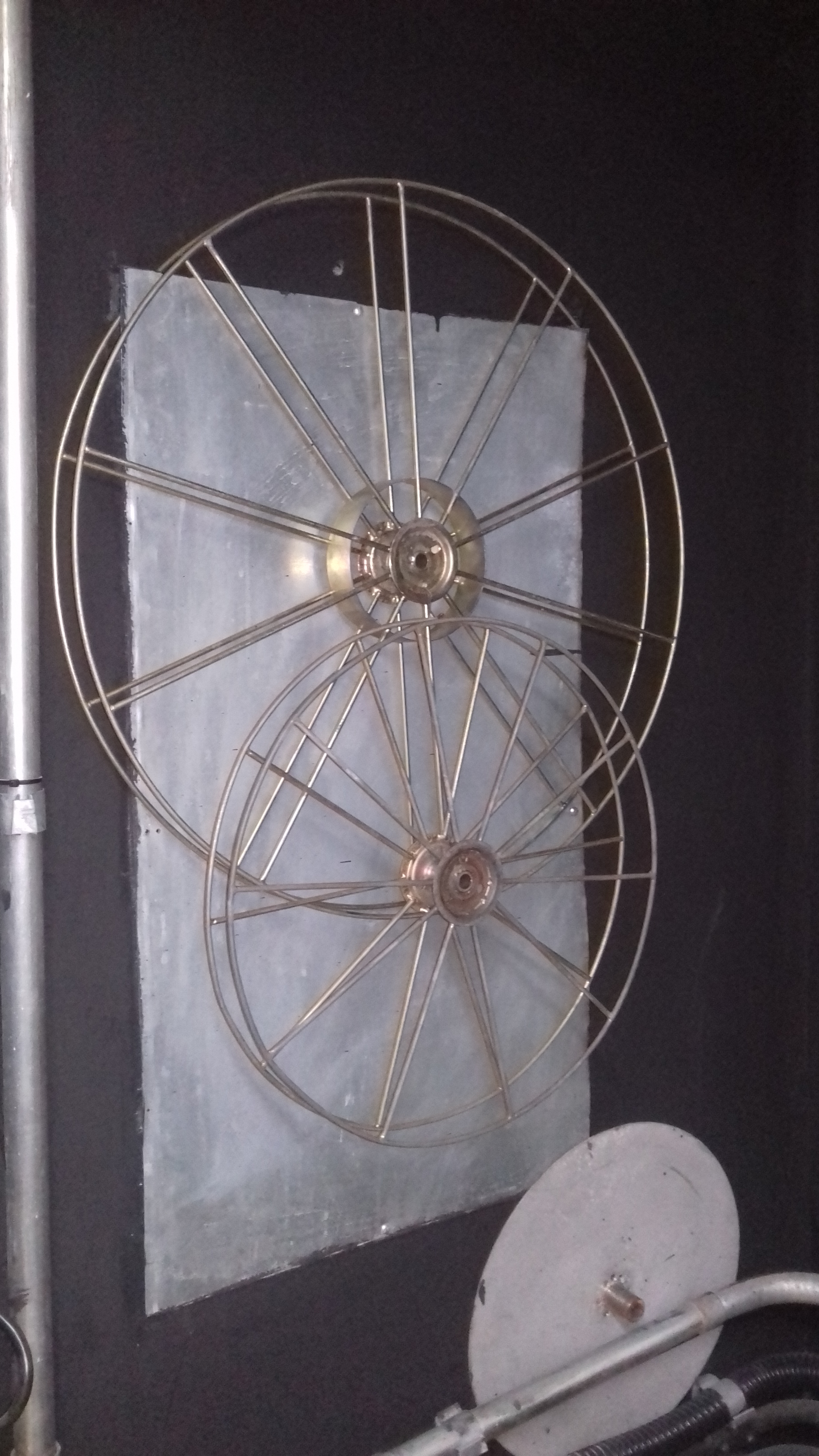
Suporte para rolos de filmes antigos
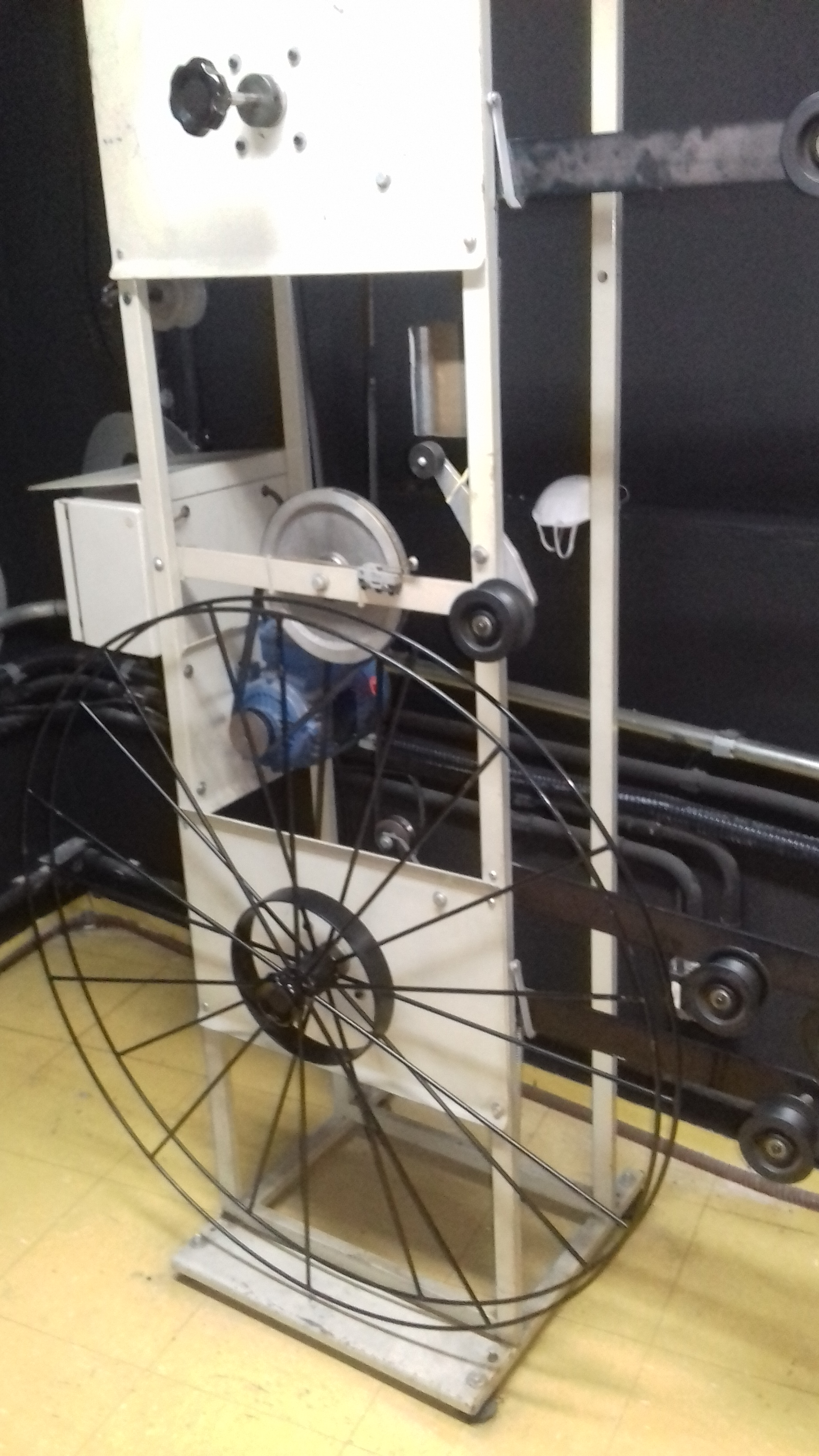
Suporte para rolos de filmes antigos
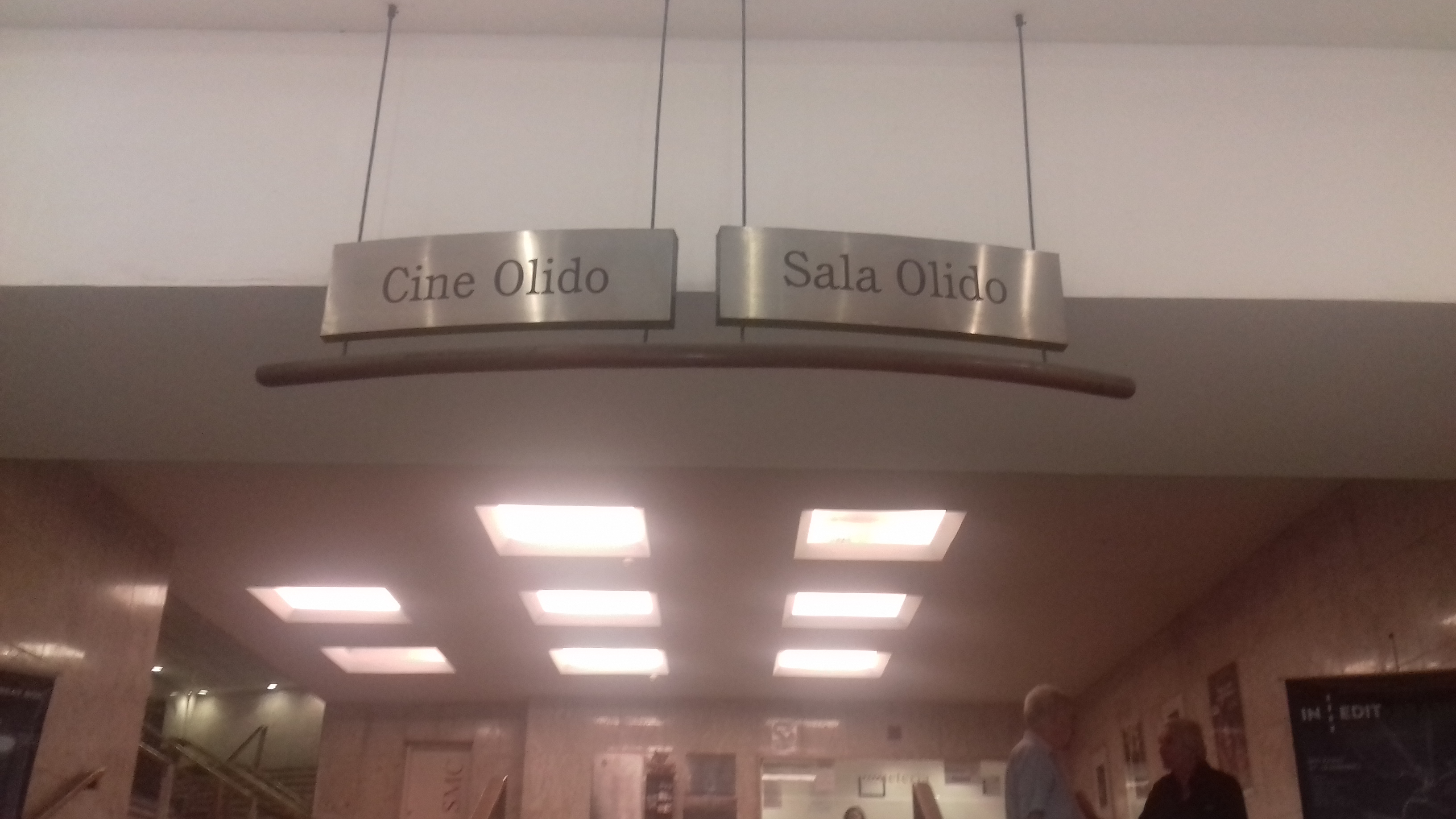
Indicação do Cinema Olido e da Sala Olido
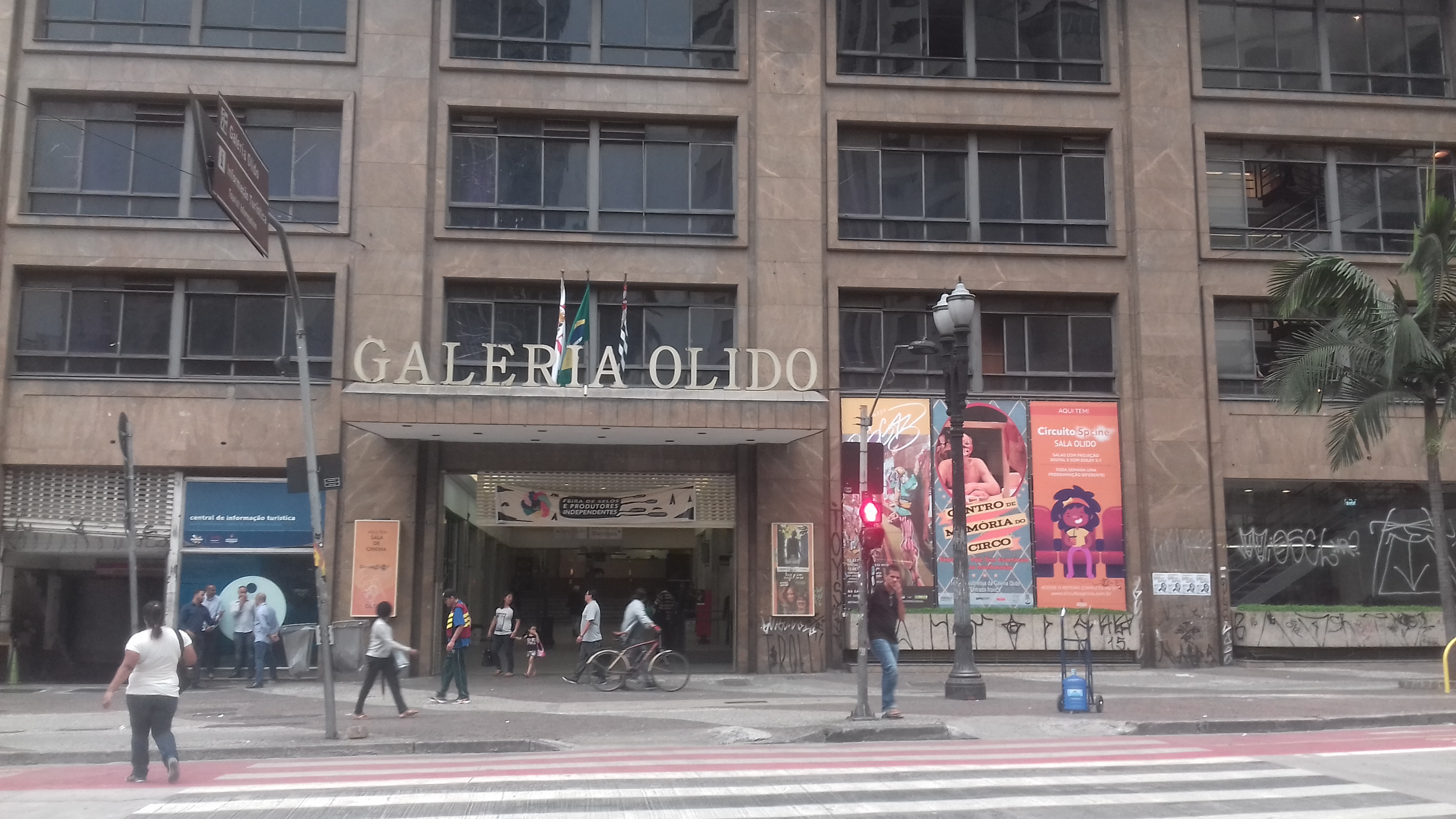
Fachada da Galeria Olido
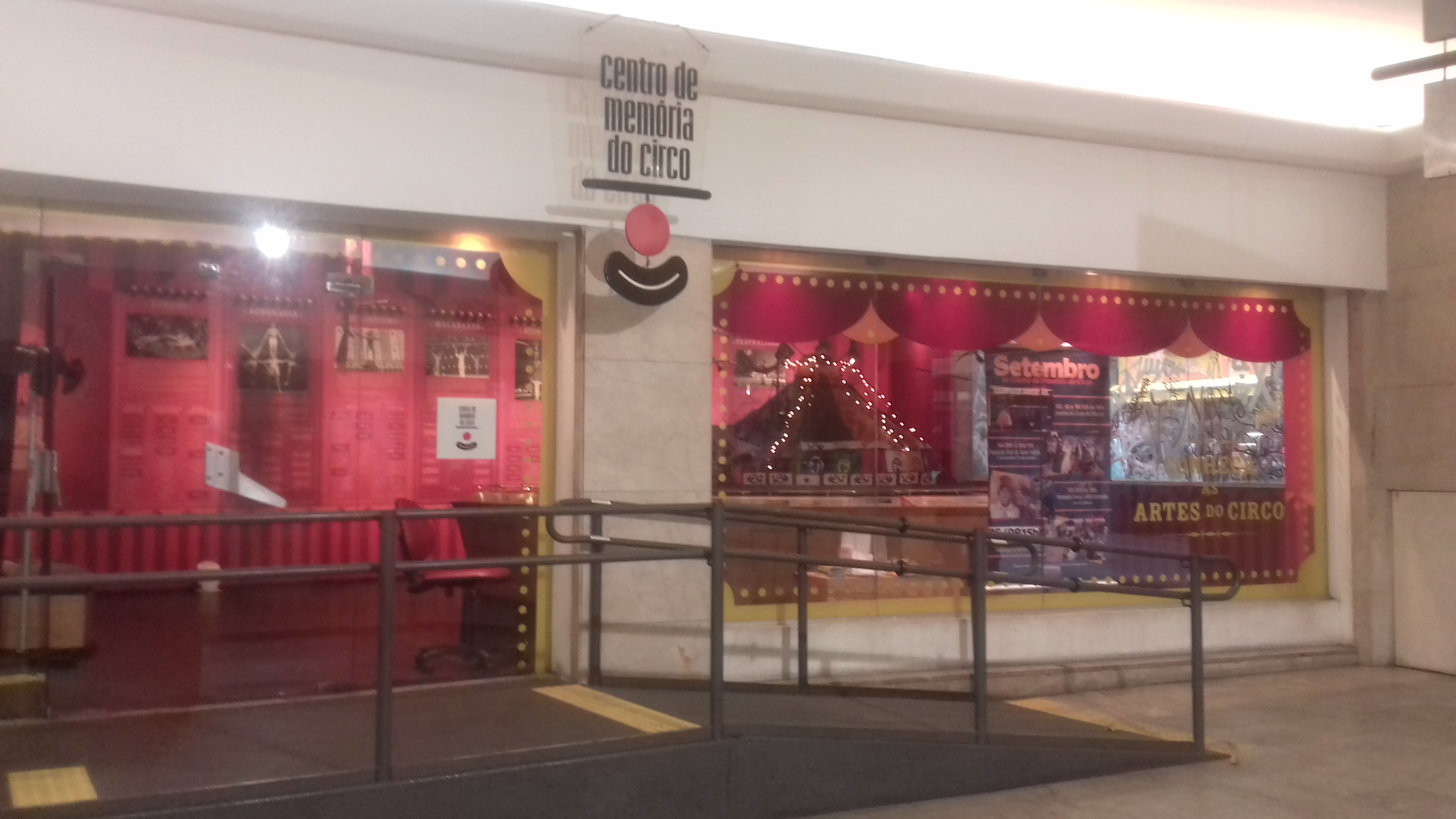
Centro de memória do Circo na Galeria Olido